# Hans-Jürgen Thomm
Hans-Jürgen Thomm (* 26. Mai 1908 in Stralsund; † 23. Mai 2005 in Leipzig) war ein deutscher Kirchenmusiker und Landesmusikdirektor der Evangelisch-Lutherischen Landeskirche Sachsens.

## Leben
Hans-Jürgen Thomm studierte am Kirchenmusikalischen Institut der Hochschule für Musik und Theater in Leipzig bei Günther Ramin und Karl Straube. Anschließend besuchte er das staatliche Singschul-Seminar in Augsburg. 1934 wurde er Kantor an der Taborkirche in Leipzig-Kleinzschocher.
Nach dem Zweiten Weltkrieg arbeitete er mit an der Neuorganisation der Ausbildung von Kantoren und Kantorkatecheten und am Aufbau der Kirchenmusikschule in Dresden. Ab 1950 als Kirchenmusikdirektor in Leipzig organisierte er überregionale Musikfeste und Landesmusiktage. 1953 wurde er als Nachfolger von Martin Flämig sächsischer Landeskirchenmusikdirektor. Im folgenden Jahr hatte er die musikalische Leitung des Deutschen Evangelischen Kirchentages in Leipzig.
1958 führte er die Singwochen in Sachsen ein. Thomm unterstützte die kirchenmusikalische Förderung von Laien, legte Tätigkeitsfelder von Kirchenmusikern und gab „Richtlinien für die Tätigkeit des Chores und der Orgel im Gottesdienst“ der sächsischen Landeskirche heraus. 1977 endete sein Amt als Landeskirchenmusikdirektor. Er war bis zum Eintritt in den Ruhestand 1984 und gelegentlich auch danach als Kirchenmusiker tätig.